# Díada (sociología)
En sociología, una díada es un concepto registrado por el sociólogo alemán Georg Simmel (1858-1918), en su investigación sobre la dinámica de los grupos sociales pequeños, para referirse a los grupos sociales compuestos por dos personas. Los matrimonios, las relaciones de pareja o las amistades íntimas son grupos de este tipo.
En los grupos de dos la interacción social es mucho más intensa que en los grupos más numerosos, ya que en una relación uno a uno no existe una tercera persona con la que se deba competir por la atención del otro. Por este motivo, en estos grupos se establecen habitualmente los vínculos sociales más fuertes o significativos. En contrapartida, estos grupos son más inestables y precarios, ya que mantener vivo un grupo de dos necesita del esfuerzo de ambos componentes de la relación. En cambio, en grupos más numerosos la deserción de uno o varios de sus miembros no incide forzosamente en la supervivencia del grupo.

## Análisis de redes sociales
En el análisis de redes sociales, una díada dentro de una red social es un par de actores o individuos junto con todos los lazos, vínculos o relaciones existentes entre ellos.
Para redes dirigidas, si se considera un único tipo de relación posible entre dos actores a y b, entonces esta díada puede tener solo cuatro estados posibles: la ausencia de lazo, un lazo en una dirección (a,b), un lazo en la dirección opuesta (b,a), o ambos lazos a la vez. Sin embargo, habrá solo tres tipos de clases de isomorfismo: nula (sin lazos), asimétrica (un único lazo) y mutua o simétrica (ambos lazos). El número de díadas de cada clase de isomorfismo permiten medir la tendencia de una red social hacia su reciprocidad o mutualidad, o bien hacia su asimetría.